# Iris stenophylla
Iris stenophylla är en irisväxtart som beskrevs av Heinrich Carl Haussknecht och John Gilbert Baker. Iris stenophylla ingår i släktet irisar, och familjen irisväxter.

## Underarter
Arten delas in i följande underarter:
- I. s. allisonii
- I. s. stenophylla